# Madlangempisi
Madlangempisi ist ein Inkhundla (Verwaltungseinheit) im Nordosten der Region Hhohho in Eswatini. Es ist 312 km² groß. Die Verwaltungseinheit hatte 2007 gemäß Volkszählung 16.972 Einwohner.

## Geographie
Das Inkhundla liegt im Nordosten der Region Hhohho an den Hauptstraßen MR 2 und MR 5, die im Ort zusammenlaufen. Hauptwasserader ist der Fluss Komati, der in großen Schlingen durch das Gebiet verläuft. Er ermöglicht zusammen mit seinem Zufluss Mzimneni intensive Landwirtschaft. Im Ort gibt es einen großen Bauernmarkt. Der Bezirk liegt am Übergang vom Hügelland in die Tiefebene im Osten. Weiter östlich erhebt sich der Berg Inkambeni (555 m ⊙).

## Gliederung
Das Inkhundla gliedert sich in die Imiphakatsi (Häuptlingsbezirke) Buhlebuyeza, KaGucuka, Dvokolwako/Kuphakameni, Mavula, Mzaceni/Ekukhulumeni, Nyonyane/Maguga und Zandondo.